# Орхово
Орхово (пол. Orchowo) — село в Польщі, у гміні Орхово Слупецького повіту Великопольського воєводства. Адміністративний центр гміни.
Населення — 1439 осіб (2011).
У 1975-1998 роках село належало до Конінського воєводства.

## Історія
- 1369 р. — Орхово було у власності хорунжого гнєзнінського Миколая з роду Рогальов та його дружини Катерини.
- 1507 р. — Орхово відоме як власність шляхтича Єжи Крупського тоді, коли Орхово отримало від нього міське право, як містечко.
- 1736 р. — розруха Великої Північної війни (1700–1721 рр.).
- 1790 р. — будівництво нового парафіяльного храму на кошт спадкоємиці Орхова Петронелі М. Галчиньської.
- 1895 р. — спорудження церкви євангельської у неоготичному стилі.
- 1916 р. — прокладання залізниці.
- У 1975–1998 рр. — даний населений пункт знаходився адміністративно у Конінському воєводстві.

## Пам'ятки
У даному селі є наступні історичні пам'ятники, що включені в національний реєстр історичних пам'яток:
- дерев'яна парафіяльна церква «Всіх Святих» з 1789–1792 рр. (реєстр. №: 270/12 від 04.30.1984 року);
- церковна житлова споруда кінця дев'ятнадцятого / двадцятий (тамож);
- Євангельська церква (Римо-католицька) «Непорочного Зачаття Пресвятої Діви Марії» з 1900 р. (реєстр. №: 271/13 від 04.30.1984 року);
- будинок на вул. Ліпова-1 з кінця XIX ст. (реєстр. №: 235/Wlkp/A від 20.06.2005 року).

## Демографія
Демографічна структура станом на 31 березня 2011 року:
|          | Загалом | Допрацездатний вік | Працездатний вік | Постпрацездатний вік |
| -------- | ------- | ------------------ | ---------------- | -------------------- |
| Чоловіки | 693     | 145                | 480              | 68                   |
| Жінки    | 746     | 164                | 449              | 133                  |
| Разом    | 1439    | 309                | 929              | 201                  |